# نجوى قعوار فرح
نجوى قعوار فرح (الناصرة، 30 أبريل 1923 - كندا، أغسطس 2015) هي كاتبة وقاصة وتربوية فلسطينية. كتبت القصة القصيرة والمسرحية والرواية والخواطر والسيرة الذاتية، ولكن غلبت القصة القصيرة على إنتاجها الأدبي، وهي تعد من كاتبات الرعيل الأول في القصة العربية القصيرة في فلسطين.

## حياتها
ولدت نجوى قعوار في الناصرة في 30 أبريل 1923 (تذكر بعض المصادر أنها من مواليد سنة 1920)، وتلقت تعليمها الابتدائي والثانوي في الناصرة، ثم في دار المعلمات بالقدس. حاضرت نجوى قعوار في الأندية الثقافية في فلسطين، ونشرت القصص والمقالات في مجلات «الأديب»، و«صوت المرأة» (بيروت) و«المنتدى» و«القافلة» و«الغد» في القدس، وأذيعت قصصها وأحاديثها من إذاعات القدس والشرق الأدنى ولندن وهولندا.
عملت نجوى قعوار في حقل التعليم قبل زواجها من القس "رفيق فرح" (سنة 1950)، حيث أقامت في حيفا ـ التي كان زوجها راعيًا للكنيسة الإنجيلية بها ـ حتى 1965، ثم انتقلت مع زوجها إلى القدس، ثم رام الله، ثم بيروت سنة 1977، ثم لندن سنة 1986، قبل أن تستقر أخيراً في مدينة سكاربورو الكندية بمقاطعة أونتاريو.
أنشأت نجوى قعوار مجلة الرائد سنة 1957 التي لم تستمر طويلًا، وكذلك مجلة «الأرض سفينتنا»، التي احتجبت هي الأخرى بعد عددين فقط.

## من مؤلفاتها
- عابرو السبيل، قصص قصيرة، بيروت، 1954.
- دروب ومصابيح، قصص قصيرة، الناصرة، 1956.
- مذكرات رحلة، سيرة ذاتية، الناصرة، 1957.
- سر شهرزاد، مسرحية، الناصرة، 1958.
- عبير وأصداء، صور قلمية، الناصرة، 1959.
- ملك المجد، مسرحية عن السيد المسيح، 1961.
- لمن الربيع؟ قصص قصيرة، الناصرة، 1963.
- سلسلة قصص للأشبال، أدب طفل، الناصرة، 3 أجزاء، 1963 ـ 1965.
- رحلة الحزن والعطاء، بيروت، 1981.
- انتفاضة العصافير، قصص قصيرة، 1991.
- سكان الطابق العلوي، رواية، عمّان، 1996م، وهي روايتها الوحيدة.[6]
- وكان صباح وكان مساء: أمالي الذّكريات، بيت الشّعر الفلسطيني ووزارة الثقافة الفلسطينية، 2013م، وهو آخر ما نشرت.[6]